# 印度阵风战斗机采购争议

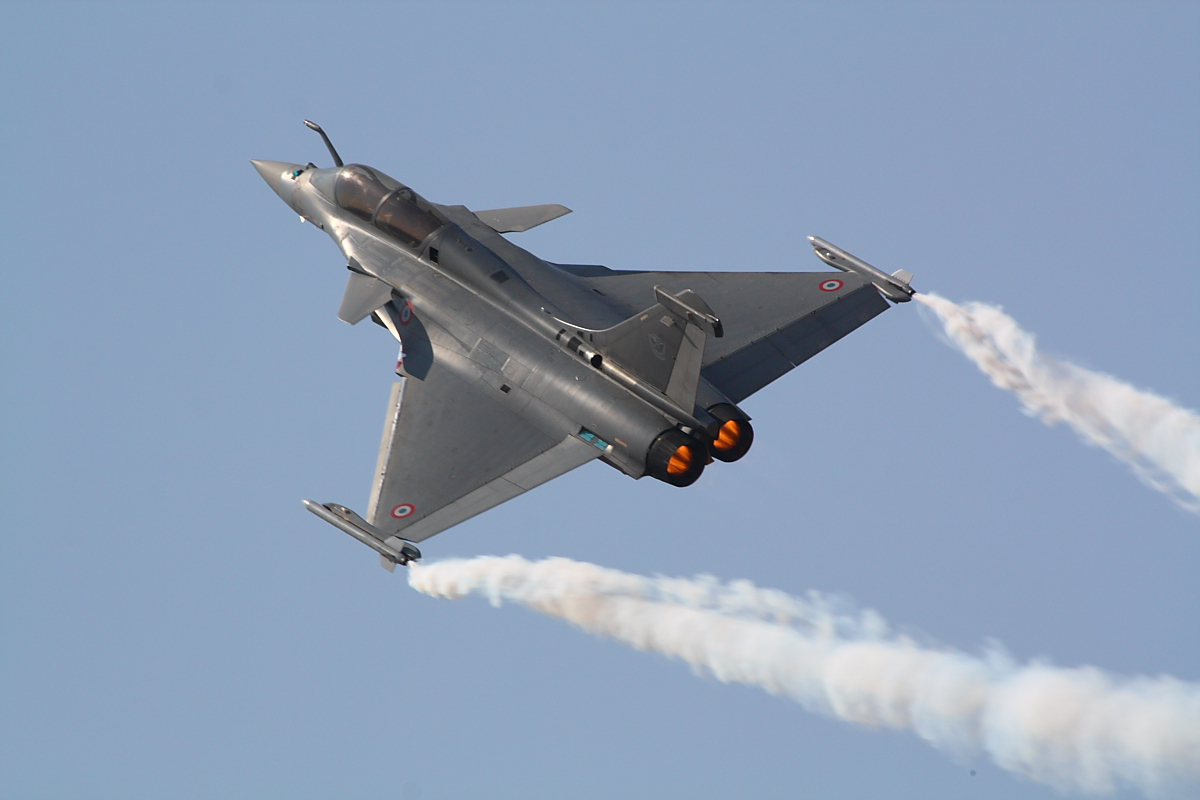
达索阵风战斗机在2017年印度航空展上表演

印度阵风战机采购争议是2014至2018年间引发印度社会广泛关注的政治议题。这场风波源于印度国防部以约78.7亿欧元（5889.1亿卢比）价格从法国达索航空公司采购36架阵风多用途战斗机的的交易被指控存在违规操作。该采购计划可追溯至早先的“印度中型多用途战机招标项目”——这项价值百亿美元的军购合同原本要求供应商向印度空军提供126架多用途战机，并附带技术转让条款。
2018年12月14日，印度最高法院裁定阵风战机采购案不存在程序违规和贪腐问题，维持原采购协议。2019年11月14日，法院作出终审判决，驳回所有要求复审2018年裁定的的上诉。2021年6月，法国方面任命专案法官，就该交易中涉嫌的贪腐与利益输送问题启动司法调查。
据媒体报道，印度政府实际上已婉拒就涉嫌贪腐、权钱交易及徇私舞弊等指控展开国际联合调查的正式请求。2023年7月25日法国驻印大使埃马纽埃尔·勒内在外交照会中指出，法方在刑事案件协作中普遍遭遇印方配合不力的问题。该大使特别提到：“印度合作方处理多数案件时不仅严重超期，且往往敷衍了事。”另有早前报道显示，印法两国政府均曾为腐败调查设置障碍。

## 背景

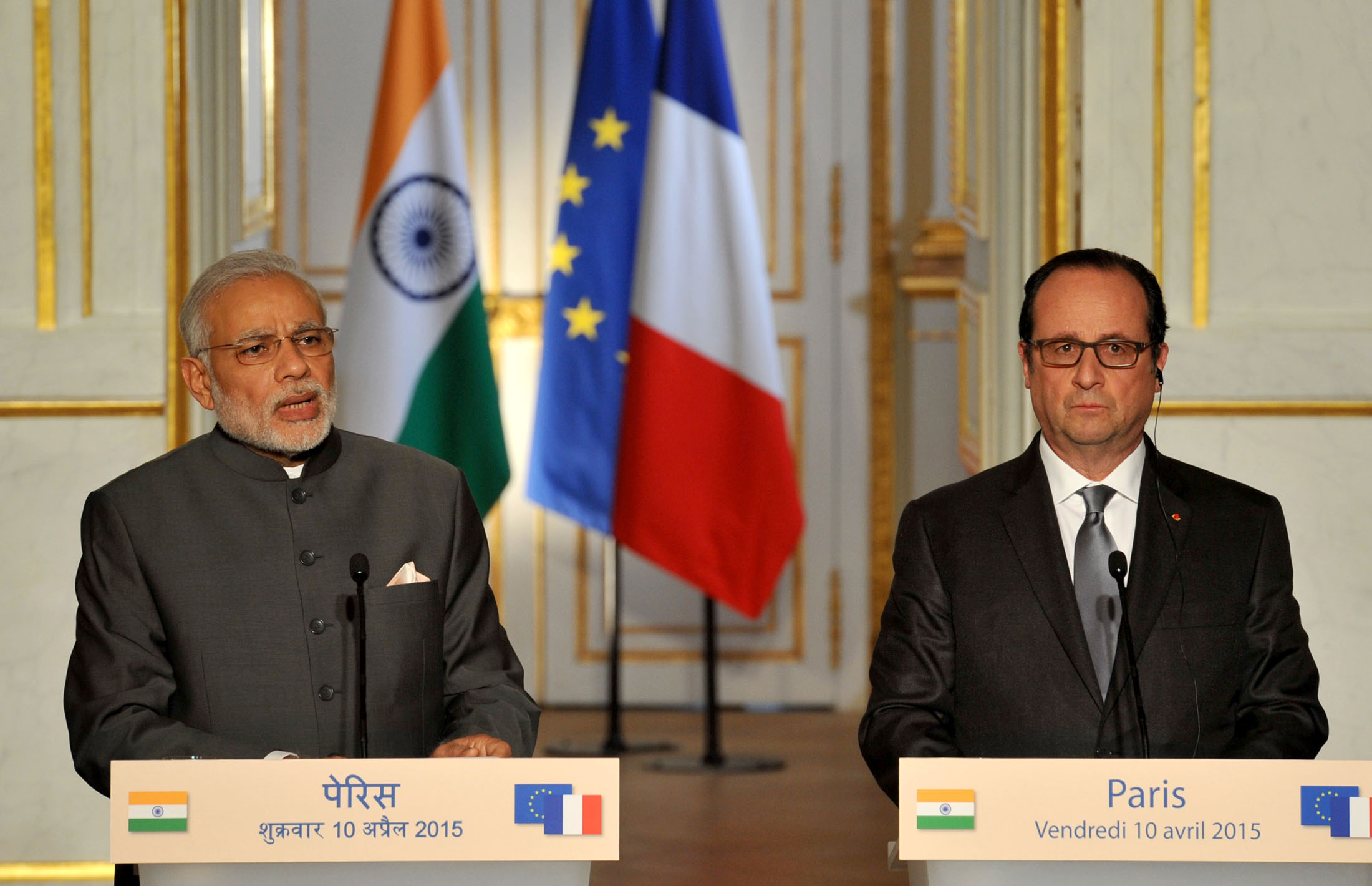
2015年4月10日，纳伦德拉·莫迪和弗朗索瓦·奥朗德在联合新闻发布会上宣布，莫迪有意购买36架阵风战斗机

2012年1月31日，印度国防部宣布达索航空的"阵风"战机在MMRCA竞标中胜出，将为印度空军提供126架战机，并附赠63架增购选择权。根据协议，前18架由达索航空公司整机交付，其余108架则由印度斯坦航空有限公司（HAL）通过技术转移进行特许生产。达索凭借最低全寿命周期成本中标，该成本综合考量了采购费用、40年使用维护费及技术转让费用。然而谈判进程因HAL产机质量担保责任问题陷入僵局。印方要求达索对HAL组装的战机质量负责，但遭法方拒绝。至2014年1月，这笔交易总价已飙升至300亿美元（1.86万亿卢比），单机成本达1.2亿美元（74.6亿卢比）。2014年2月，国防部长A·K·安东尼表示，因预算限制及全寿命成本计算方式需重新核定，合同无法在2013-14财年内签署。2014年3月，HAL与达索签署分工协议以推进特许生产。随着同年4-5月印度大选落幕，原执政党国大党领导的联合进步联盟下台，由印度人民党领导的全国民主联盟接掌政权。
由于印度斯坦航空（HAL）生产的战机在成本和质量担保方面仍存分歧，印度国防部长马诺哈尔·帕里卡尔公开表示，或将以苏霍伊Su-30MKI战机替代“阵风”采购计划。但时任空军参谋长阿鲁普·拉哈对此持反对意见，他强调Su-30MKI与“阵风”作战性能存在本质差异，两者不可互相替代。2015年2月，多家媒体报道称“阵风”采购案或因投标评估失误面临流产——审查发现达索航空当初的中标报价存在重大缺陷，其“最低投标价”认定存疑。对此达索集团首席执行官埃里克·特拉皮耶于同年3月25日回应称，虽然谈判耗时漫长，但合约“已完成95%的进度”。
2015年4月，印度总理纳伦德拉·莫迪在访法期间突然宣布，基于“关键作战需求”，印度将紧急采购36架法国原装“阵风”战机。这一决定标志着原126架战机的采购计划发生重大转向——同年7月，国防部长马诺哈尔·帕里卡尔在联邦院正式通报撤销原招标，启动36架战机的专项谈判。2016年1月，印法双方签署36架战机的谅解备忘录，但暂未敲定财务细则。经过五个月拉锯谈判，最终在同年5月达成78.7亿欧元（5889.1亿卢比）的协议价，较2015年4月报价（118亿欧元）和2016年1月报价（86亿欧元）有显著下降。据印度报业托拉斯援引政府匿名人士透露，降价关键因素是将原固定3.9%的价格浮动条款，调整为与欧洲通胀指数挂钩且上限3.5%的浮动机制。

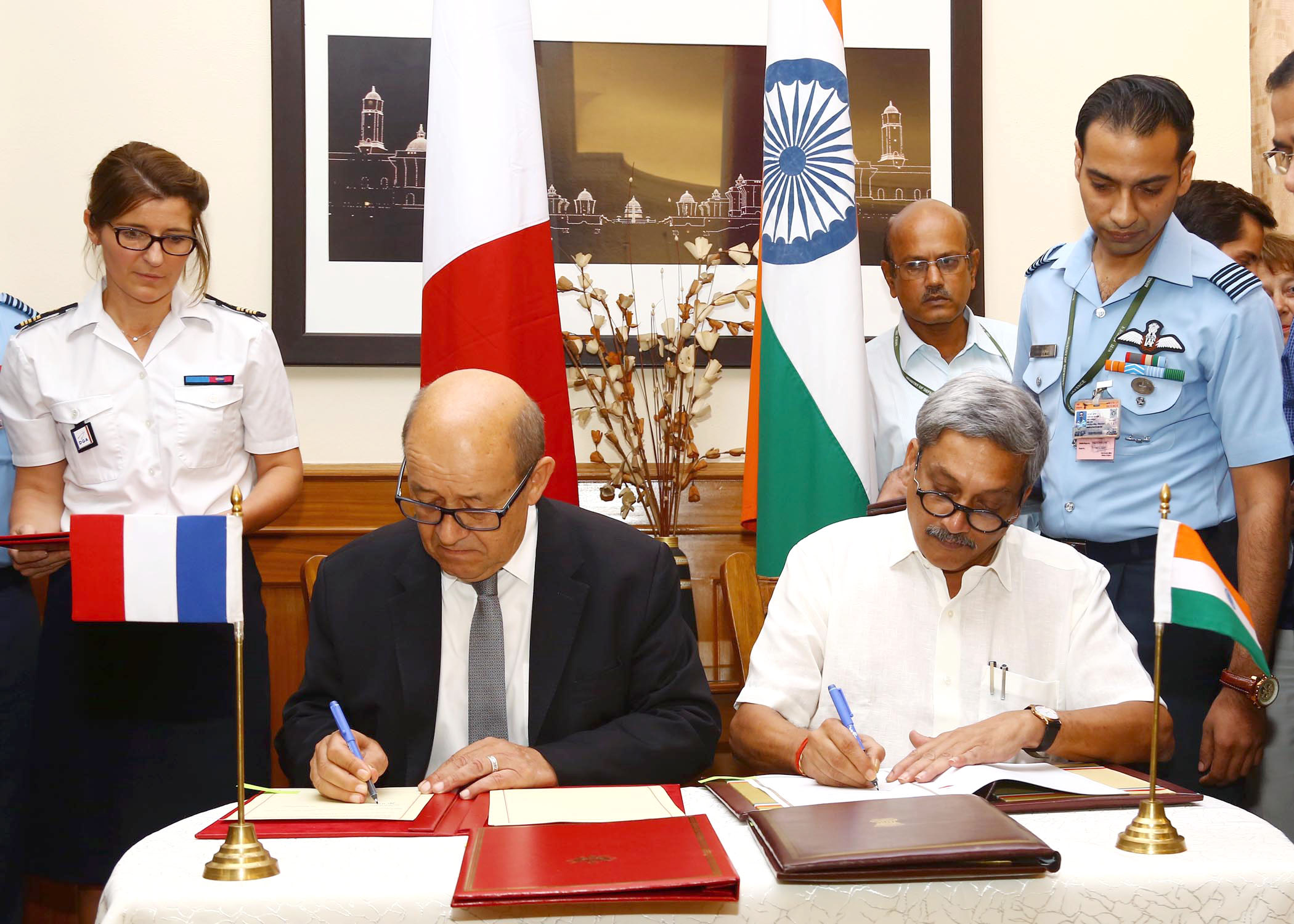
2016年9月，让-伊夫·勒德里昂和马诺哈·帕里卡签署了“阵风”战斗机政府间协议

2016年9月，经印度内阁安全委员会批准，印法两国政府正式签署36架“阵风”战机的政府间采购协议。据印度教徒报援引国防部消息称，新协议多项配置优于原方案，尤其是武器套装全面升级。根据披露的采购细则：
• 28架单座型战机单价9110万欧元（68.17亿卢比）
• 8架双座型战机单价9400万欧元（70.34亿卢比）
• 专属改装费用：18亿欧元（1347亿卢比）
• 武器套装：7.1亿欧元（531.3亿卢比）
• 性能保障协议：3.53亿欧元（264.1亿卢比）
武器系统包含云母导弹近程格斗导弹、流星超视距空对空导弹及SCALP空对地巡航导弹等。在十余项印度专属升级中，最引人注目的是整合以色列制头盔显示器、雷达预警接收器及低频干扰器等先进系统。
这份协议包含一项50%的“补偿贸易条款”，要求参与交易的法国企业——主要包括达索航空、泰雷兹集团、赛峰集团和欧洲导弹集团——必须将合同总金额的50%（约39亿欧元或3万亿卢比）反哺印度本土投资。其中特别规定，总投资额的30%（约12亿欧元或9000亿卢比）必须专项用于印度国防研究与发展组织。值得注意的是，这50%的补偿投资中有74%（约29亿欧元或2.22万亿卢比）需通过采购印度本土军工产品和服务来实现。分析人士指出，这一条款将有力助推莫迪政府“印度制造”战略在国防领域的实施，为本土军工企业创造重大发展机遇。
2016年10月3日，印度信实集团与法国达索航空联合宣布成立合资企业达索信实航空航天有限公司（DRAL），双方持股比例为51:49。该合资企业将专注于航空结构件、电子设备及发动机部件的研发制造，同时推进“印度自主设计研发制造”（IDDM）计划框架下的科研项目。作为履行补偿贸易义务的重要举措，达索计划向该合资企业注资逾1亿欧元。
根据规划，合资公司位于那格浦尔的制造基地自2018年1月起，将开始为“猎鹰”2000系列公务机生产机头、驾驶舱舱门等核心部件。这一合作被视为法国军工集团响应“印度制造”战略的标杆项目，也是达索航空完成补偿贸易投资的关键布局。

## 有关该交易的指控

### 价格上涨的指控
印法政府间协议签署次日，印度国大党发言人马尼什·提瓦里即要求政府公开协议细节，质疑单机成本是否从71.5亿卢比暴涨至160亿卢比。时隔两月，国防国务部长苏巴什·巴姆雷在人民院澄清称，根据IGA采购的每架“阵风”实际成本约为67亿卢比。然而争议持续发酵——2017年11月，国大党领导人兰迪普·苏尔杰瓦拉再度指控政府规避采购流程，并抛出单机价格从52.61亿卢比飙升至157亿卢比的新质疑。
对此，国防部长尼尔玛拉·西塔拉曼严正否认程序违规指控，强调IGA签署前已获内阁安全委员会批准。她指出两种采购方案不可简单比价：126架招标案与36架政府间协议在技术配置、交付周期等关键条款上存在本质差异。空军参谋长比伦德·辛格·达诺亚上将亦驳斥指控，表示现协议条款较MMRCA招标谈判版本更为优越。法国政府官员也同步发声，否认采购程序存在违规。
印度前空军参谋长阿鲁普·拉哈在接受专访时明确表示，此次采购完全符合《国防采购程序》中关于政府间直接采购的规定，不存在程序规避问题。他特别强调，36架战机的现行协议相较原方案具有三重优势：一是整体采购成本更低；二是维护保障及武器套装配置更优（包含原方案未涵盖的飞行员培训条款）；三是新增基于性能的后勤保障方案以及两处战机大修设施——这些关键升级在早期126架战机的采购草案中均未体现。针对价格争议，这位空军元老指出，舆论混淆主要源于两方面：其一是不同财年基准价格的直接对比未考虑通胀系数；其二是将技术规格差异显著的采购方案进行简单类比。他以武器套装为例说明：“现行协议包含的'流星'超视距导弹和机载电子战系统，在原方案中均属于需额外付费的选配项目。”

### 权钱交易指控风波

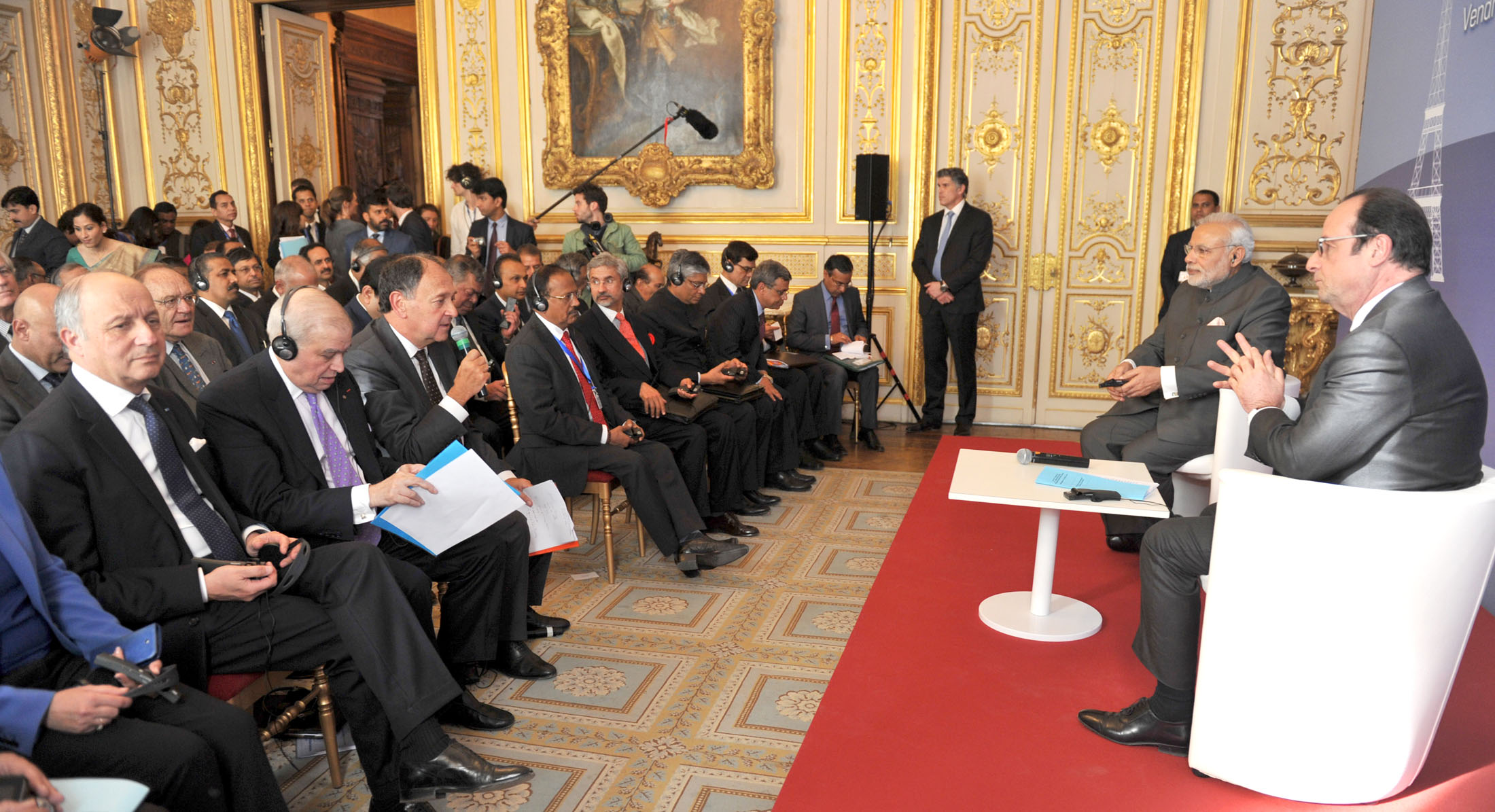
2015 年 4 月 10 日，莫迪和奥朗德在印度-法国首席执行官论坛上进行互动。我们可以看到阿尼尔·安巴尼 (Anil Ambani) 坐在第二排，戴着耳机。

2017年11月，国大党领导人兰迪普·苏尔杰瓦拉公开指控政府刻意绕过印度斯坦航空（HAL），并质疑信实防务公司董事长安尼尔·安巴尼为何现身莫迪宣布采购36架战机的法方仪式现场。他进一步指控达索航空与信实防务成立合资企业前未获政府必要审批。国大党副主席拉胡尔·甘地则直接指责莫迪“为私企谋利”，称其取消HAL特许生产条款是为确保信实防务获得达索的补偿贸易合同。
安巴尼旗下信实防务迅速发表声明驳斥，称其董事长是以“印法CEO论坛”成员身份出席活动，且外资持股49%以下的合资项目无需政府前置审批。信实集团更发出法律警告，要求国大党撤回指控否则将提告。
国防部长尼尔马拉·西塔拉曼回应称，36架战机的紧急采购规模下对HAL技术转移“经济上不可行”——此举是为弥补空军装备十年滞后的无奈选择。她强调两家私企合资无需政府审批。空军参谋长比伦德·辛格·达诺亚补充说明核心技术将转移至国防研发组织（DRDO）。法方官员则透露，补偿贸易合同将由达索等四家法企主导执行，最终惠及印度500家企业。

## 争议

### 2017
在2017年古吉拉特邦议会选举竞选期间，拉胡尔·甘地多次以“阵风”采购案攻击莫迪政府，反复强调“天价战机”和“偏袒信实防务”两大争议点。对此，前国防部长马诺哈尔·帕里卡尔提出三点反驳：首先，战机裸机价格常被配套作战系统的成本所掩盖；其次，新协议已包含头盔显示器整合研发费用和战备保障协议；最后，他直接将采购延误归咎于团结进步联盟时期的国防部长A·K·安东尼——称其在“最低报价商认定”问题上制造不确定性导致谈判搁浅。
2017年12月，现任防长尼尔马拉·西塔拉曼在联邦院答辩时承认，由于技术配置差异，新旧方案无法直接比价，但强调政府间协议具有三大优势：优化后的飞机单价、更完善的维护套装以及更快的交付进度。她解释称，MMRCA招标谈判已陷入僵局，采购36架战机是为解决印度空军迫在眉睫的作战需求。

### 印度议会2018年预算会议
2018年2月，国防部长尼尔马拉·西塔拉曼回应要求公开协议细节的呼声时表示，根据2008年印法签署的《安全保密协议》，协议细节属于机密。她强调政府间协议（IGA）不涉及任何国有或私营企业。拉胡尔·甘地随即指责价格保密是“骗局的证据”。兰迪普·苏尔杰瓦拉则声称欧洲战斗机公司已将台风战斗机价格降低20%，质疑为何不考虑该选项。国防部发布声明回应称议会已获知飞机的大致成本，公布详细分项成本将危害国家安全并违反2008年协议；达索航空尚未选择其补偿贸易合作伙伴，且有权自主决定；针对“台风”战机的质疑，声明指出前UPA政府早在2012年宣布最低投标方后，就已拒绝欧洲战机公司主动提出的降价投标。财政部长阿伦·贾特利为政府立场辩护，列举UPA政府时期两位部长以涉密为由拒绝公开军购开支的案例，称类似情况共有15次。拉胡尔·甘地则举出UPA政府时期三次公开军购价格的例子作为反驳。印度共产党（马克思主义）与国大党共同要求公开采购细节。平民党指控“阵风”交易存在腐败，并重申价格虚高的指控。
前空军参谋长阿鲁普·拉哈在接受《印度时报》采访时表示，MMRCA协议因HAL与达索在成本和质量控制上的分歧而破裂。他指出新协议增加了武器、维护训练设施和基于性能的后勤保障等额外内容，并透露在决定采购36架整机前曾与马诺哈尔·帕里卡尔进行过讨论。
《今日印度》和《经济时报》援引国防部匿名官员报道称，UPA政府时期谈判的裸机价格为9900万欧元，而新协议降至9100万欧元。新协议包含MMRCA招标中没有的SCALP导弹和13项印度专属升级。《印度快报》报道称，国大党引用的52.5亿卢比（7900万欧元）是达索2007年的报价，按3.9%年通胀率计算，2015年实际成本应达1.0085亿欧元。新协议详细成本包括：单机9170万欧元、备件18亿欧元、地形适配17亿欧元、武器7.1亿欧元、后勤保障3.53亿欧元，并采用上限3.5%的浮动通胀率。
法国总统马克龙向《今日印度》表示，为保护企业商业利益需保密协议细节，但若印度政府决定有限度公开他无异议。数日后，印法签署新的《机密信息交换协议》取代即将到期的2008年版协议。
国大党领导人古拉姆·纳比·阿扎德和前国防国务部长吉滕德拉·辛格援引达索年报称，埃及和卡塔尔的单价为131.9亿卢比，而印度为167亿卢比，质疑36架采购损害国家安全。达索CEO埃里克·特拉皮耶回应称印度合同包含幻影2000支持等独有内容。国防国务部长苏巴什·巴姆雷在联邦院表示，阵风裸机单价约67亿卢比（不含武器和定制服务）。
2018年3月23日，国大党联合泰卢固之乡党对政府提出不信任动议。4月，拉胡尔·甘地指控4.5万亿卢比流向“特定企业家”阿尼尔·安巴尼。5月，他声称UPA时期谈定单价70亿卢比，指责莫迪取消HAL技术转让。6月有报道称印度主计审计长即将完成采购审计。

### 印度议会2018年季风会议
7月20日举行的不信任动议辩论中，拉胡尔·甘地质疑西塔拉曼以保密协议为由拒绝公开“阵风”采购细节，声称马克龙总统向其证实不存在该协议。他重申战机单价暴涨指控，称某企业家非法获利4.5万亿卢比，并援引阿扎德与辛格对印埃卡三国采购价的比较。西塔拉曼当场展示2008年1月25日由UPA政府国防部长安东尼签署的保密协议原件予以驳斥。法国欧洲和外交部发表声明，确认2008年保密协议适用于2016年政府间协议，并援引马克龙接受《今日印度》采访时的表态。甘地坚称其说辞属实。莫迪总理指出印法政府声明已澄清所有质疑。国大党发言人阿南德·夏尔马声称亲耳听到马克龙对公开价格无异议，强调仅军事机密需保密而商业信息应公开。
法律与司法部长普拉萨德指责甘地不当牵连马克龙，指出NDA政府采购价比UPA谈判价低9%：2007年达索投标价7930万欧元，按浮动公式至2015年应涨至1.0085亿欧元，而政府间协议价仅9175万欧元。他表示公布印度专属改装等细节将损害国家利益，并列举UPA时期15次类似保密先例。
国大党发言人苏尔杰瓦拉指出：信实防务在莫迪2015年4月宣布采购前12天注册成立，而达索在2016年10月选择与毫无经验的信实合作，证明存在裙带资本主义。他披露信实航空结构公司在采购宣布后14天注册，2016年2月22日获生产许可，质疑国防部“未选定补偿贸易伙伴”的说法。根据信实向投资者的演示材料，“阵风”补偿贸易价值3万亿卢比，全寿命周期商机达10万亿卢比。甘地在推特指控信实攫取13万亿卢比合同，斥为“国家级盗窃”。国大党要求成立议会联合调查委员会。
信实防务公司首席执行官拉杰什·丁格拉（Rajesh Dhingra）表示，信实并未从国防部获得任何与“阵风”战机直接相关的合同。他指出，达索航空在2019年9月之前无需向国防部报备其补偿贸易合作伙伴，且具体份额需待所有参与该合同的法国企业向国防部完成申报后才能核算。他强调，由于达索仅承担总补偿贸易金额的25%，信实不可能获得3万亿卢比的补偿贸易份额。关于信实缺乏经验的问题，丁格拉解释称合资企业“达索信实航空航天有限公司”通过达索方面积累了90年的行业经验。他说明信实集团于2014年底开始进军国防领域，随后数月内注册了多家相关公司。对于公司注册时间与莫迪宣布采购存在关联的质疑，丁格拉认为这种联系纯属捏造。
阿伦·舒里（Arun Shourie）、亚什万特·辛哈（Yashwant Sinha）和普拉尚特·布尚（Prashant Bhushan）要求主计审计长对“阵风”交易进行审计，并指控每架战机成本虚增100亿卢比。他们指出战机的配置与原先相同，且其他政府官员对将采购数量从126架改为36架的计划并不知情。三人还表示获得补偿贸易合同的那家信实子公司毫无经验，且是在政府间协议签署前几天才注册成立的。阿伦·贾特利否认了这些指控。他们指控莫迪将采购数量从126架减至36架损害了印度国家安全，且作出决定前未征询空军和国防部意见。《经济时报》报道称，放弃采购126架是因为若由HAL特许生产“阵风”，达索将因额外人工成本而失去最低报价商资格。报道还指出，达索拒绝为所有战机提供质保也是导致该决定的原因之一。
针对国大党的持续攻击，阿伦·贾特利作出回应指出：国大党引用的报价存在520亿至700亿卢比等多个版本。他质疑国大党是否知晓达索2007年投标中包含的价格浮动条款，该条款将使2015年的实际价格大幅上涨。贾特利强调，国大党进行的价格对比具有误导性，因为裸机价格不能与“全副武装”的战机价格直接比较。经汇率波动和成本浮动调整后，政府间协议中的裸机价格实际降低了9%，整体协议价格优惠达20%。他明确表示印度政府并未参与补偿贸易合作伙伴的选择，该选择权完全属于供应商。贾特利指出，该协议是在历时一年多的谈判并获得所有必要审批后才签署的。
外交国务部长M·J·阿克巴尔在《印度时报》发表评论文章指出：在5.8万亿卢比的合同中涉嫌4.5万亿卢比贿赂的说法不合逻辑。他披露达索最初的中标价为538亿卢比，根据价格浮动条款到2015年应升至737亿卢比，而政府间协议中670亿卢比的裸机价实际降低了9%。阿克巴尔计算指出，若计入使战机具备作战能力的附加系统，原方案总成本将达2023亿卢比，因此现行协议实际优惠20%。他强调价值3万亿卢比的补偿贸易将由70余家企业共享，其中包括多家国有企业，这意味着信实集团不可能从中获取4.5万亿卢比的利润。

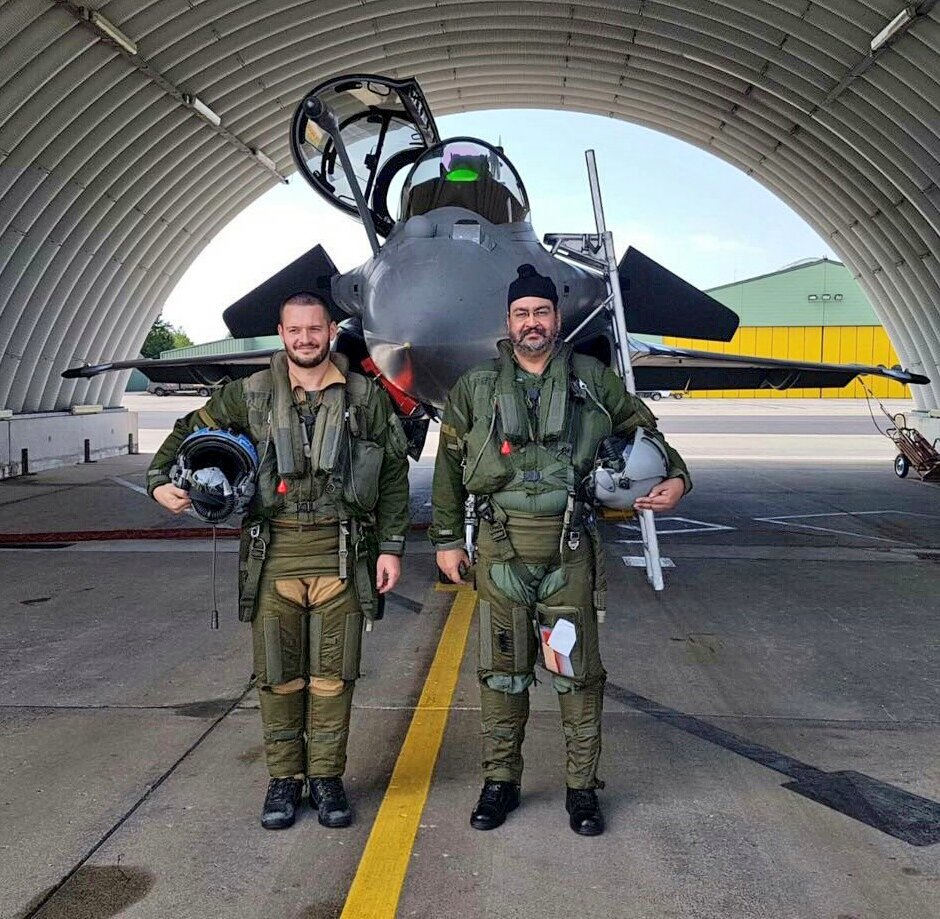
空军上将比伦德·辛格·达诺阿（Birender Singh Dhanoa）（右）站在一架阵风战斗机前

印度空军副参谋长希里什·巴班·迪奥（Shirish Baban Deo）表示，这场争议源于外界对补偿贸易和国防采购政策的无知。空军中将拉格胡纳特·南比亚尔（Raghunath Nambiar）也为该协议辩护，称那些指控价格虚高的人并不了解印度空军军官参与价格谈判时掌握的细节。他指出政府间协议中的价格低于2008年的报价，且在补偿贸易合同分配中不存在偏袒。曾参与旧协议成本谈判委员会的空军中将希亚姆·比哈里·普拉萨德·辛哈（Shyam Bihari Prasad Sinha）表示，谈判破裂是由于HAL与达索在技术转让和制造所有权方面存在不可调和的分歧。空军参谋长达诺亚表示，在空军战机短缺时通过政府间协议采购两个中队的战机已有先例。南比亚尔补充说，将通过另外采购114架战机的程序来弥补数量差异。舒里、辛哈和布尚则指责政府强迫军官就该协议撒谎。
印度国防部长尼尔马拉·西塔拉曼表示，原协议破裂是因为本土组装战机的成本将大幅超过法国原产战机。她指出达索拒绝为战机提供质保，而HAL也无法承接质保责任。西塔拉曼强调，国大党引用的526亿卢比报价仅为裸机价格，未包含使战机具备作战能力的配套系统费用。前HAL董事长T·苏瓦尔纳·拉朱（T. Suvarna Raju）表示，HAL完全具备制造该战机的能力，但承认可能无法实现预期成本目标。他声称HAL能够提供战机质保，并透露达索与HAL已签署分工协议且提交政府。拉胡尔·甘地援引拉朱的声明，指控西塔拉曼说谎。据印度亚洲新闻社和印度联合新闻社援引政府匿名消息源称，拉朱的声明与事实不符：HAL曾于2012年10月和2014年7月两次致函政府，反映与达索在工作及责任分配方面的分歧。消息人士补充称，双方在制造所需工时数上也未能达成一致。
2018年9月24日，国大党领导人会晤中央监察专员K·V·乔杜里，要求对“阵风”交易启动调查。该党还于同年9月19日及10月4日两度会见印度主计审计长拉吉夫·梅赫希，提请开展法务审计。社会党主席阿基莱什·亚达夫加入国大党阵营，共同要求成立议会联合调查委员会。印度人民党发言人桑比特·帕特拉指控原协议搁浅是因未向桑杰·班达里的Offset India Solutions公司提供补偿贸易份额，并称班达里与拉胡尔·甘地妹夫罗伯特·瓦德拉关系密切。瓦德拉否认指控，称这是“政治迫害”。民族主义国大党主席沙拉德·帕瓦尔援引苏什玛·斯瓦拉吉在博福斯案中的立场，主张应全面公开所有价格细节。
据新德里电视台援引达索航空匿名消息源报道，达索选择信实集团因其在机场跑道附近拥有土地资源，且安尼尔·安巴尼从其兄穆克什手中接管了防务业务。报道披露，达索与穆克什·安巴尼的信实工业有限公司自2012年即存在合作关系，而合作对象在2015年2月印度航展期间转向安尼尔的信实防务公司。空军中将拉格胡纳特·南比亚尔澄清，单一企业不可能获得价值3万亿卢比的补偿贸易，因达索承担的补偿贸易份额仅为650亿卢比。
信实工业就新德里电视台对此事的报道对该电视台提起了诉讼，此时获得纽约保护记者委员会的关注。

### 弗朗索瓦·奥朗德
2018年8月，《印度快报》披露在“阵风”谈判期间，信实娱乐曾投资法国前总统奥朗德的妻子朱莉·加耶制作的电影。奥朗德向Mediapart表示：“印度政府推荐了信实集团，我们别无选择”，并强调因此信实无需向他提供任何好处。他说明演员凯夫·亚当斯负责该电影融资谈判，加耶表示亚当斯的经纪公司“My Family”主动接洽并获信实投资，自己事后才被告知这一合作。法国欧洲与外交部发表声明反驳奥朗德，称法企在选择印方补偿贸易伙伴时拥有“完全自主权”，且已与多家印度企业签约。达索航空也声明与信实合作系自主决策，并强调已同步与其他印企建立合作。印度国防部同样声明印法政府均未干预达索选择合作伙伴。奥朗德后续澄清其言论仅针对36架战机的政府间协议，并告知法新社对“印度政府是否施压达索”不知情，建议询问达索。信实娱乐声明与加耶及其公司Rogue International无任何关联，投资方实为Visvires Capital且仅占影片预算15%，该投资发生在奥朗德卸任六个月后。

## 印度最高法院判决
2018年9月，印度最高法院同意审理一项要求撤销政府间协议的情愿书，该协议被指控涉及腐败。国大党领导人卡皮尔·西巴尔表示，该党将等待获取完整文件后再提起诉讼。10月10日，最高法院要求中央政府于10月29日前以密封形式提交与法国达成“阵风”交易决策过程的详细材料。
2018年12月14日，最高法院驳回所有要求调查交易违规行为的请愿，裁定联邦政府在决策程序、定价及补偿贸易伙伴选择上不存在不当行为。法院在判决中表示已“仔细审查材料”并认可决策过程，且未发现任何不当证据。在审查政府提交的定价细节后，法院对价格条款表示满意。判决书指出，尽管最初有所保留并考虑到政府援引的保密条款，法院仍要求政府以密封形式提交价格细节：“我们详细审查了基础机型价格及浮动成本，对比了UPA政府时期原始招标与现行政府间协议的价格条款，并逐项核对了成本说明”，最终裁定不质疑政府关于36架“阵风”采购具有商业优势的主张。法院补充认为政府关于获得更优惠条款的说法并无不当。“此类事项的价格对比确非本院职责，鉴于材料的保密性质，我们不再赘述”。
关于补偿贸易合作伙伴的选择问题，最高法院以缺乏实质证据为由驳回了有关商业偏袒的指控。判决书明确指出：“现有记录中未发现任何实质性材料能证明印度政府存在商业偏袒行为，因为选择印度补偿贸易合作伙伴（IOP）的决定权并不在政府手中”。法院强调：“本院认为没有理由对印度政府采购36架战机的敏感事项进行干预”，并补充说明“个人主观臆测不能成为本院开展无边界调查的依据，尤其在此类重大事务上”。
印度首席大法官兰詹·戈戈伊（Ranjan Gogoi）代表三人法官合议庭在判决书中裁定：“确保国家具备足够的军事力量与防御能力以威慑外部侵略、捍卫印度主权与领土完整，无疑是国家的根本要务。为此，为国防力量配备先进技术与装备支持具有至关重要的战略意义。”

### 各方反应
尽管最高法院作出裁决，主要反对党国大党仍继续指控政府存在腐败行为，坚持要求成立议会联合调查委员会（JPC）。该党声称：“最高法院并非裁定此类敏感国防合约争议的适格机构”。印度政府立即拒绝了这一要求。国大党特别质疑法院关于选择安尼尔·安巴尼的信实防务作为补偿贸易合作伙伴的合理性。国大党主席拉胡尔·甘地在记者会上重申JPC调查诉求，指控政府“误导法院”：其一，主计审计长（CAG）报告至今未提交公共账目委员会（PAC）；其二，与法院认定相反，实际上该报告从未公开。出席记者会的国大党资深议员、PAC主席马利卡琼·哈尔吉引述与副审计长的私人通信称，PAC与CAG均未收到所谓报告。
执政党印度人民党（BJP）对判决表示欢迎，称这“揭露了反对派的谎言”。达索航空在判决当天发表声明，称“欢迎印度最高法院驳回所有针对2016年9月23日印法政府间协议框架下‘阵风’合同的请愿”，并重申将“通过那格浦尔的达索信实合资企业及完整供应链网络，确保在印度成功实现生产”。
案件请愿人——前部长亚什万特·辛哈（Yashwant Sinha） 、前记者阿伦·舒里和律师普拉尚特·布尚（Prashant Bhushan）发表联合声明，对法院驳回请愿表示“震惊与失望”。他们指出判决“既未回应书面证据，也未处理关于调查战机采购的核心诉求”，强调“判决书中部分所谓'事实'不仅无记录佐证，更是明显错误”。三人指控法院“对涉及高官的国防采购腐败案采取保守审查立场”，并批评判决依据政府单方面提交且未向请愿人公开的密封材料，警告“基于未经验证陈述的判决存在重大风险”，要求“全面公开所有事实并进行独立调查”。
2018年12月16日，印度总理纳伦德拉·莫迪严厉批评国大党拒绝接受最高法院裁决：“现在他们称国防部说谎、防长说谎、空军军官说谎、法国政府说谎，甚至开始污蔑国家最高法院说谎”。同日BJP宣布将召开记者会“揭露国大党针对'阵风'交易的阴谋”。
曾要求JPC调查的社会党主席阿基莱什·亚达夫在判决后转变立场，表示“最高法院在人民心中至高无上，所有质疑都应通过司法程序解决”。他解释此前诉求系判决前提出，如今法院已“从多角度审议此案”。印度共产党（马克思主义）则继续支持JPC调查。
2022年12月7日，商业标准报评论了独立记者拉维·奈尔（Ravi Nair）与帕兰乔伊·古哈·塔库尔塔（Paranjoy Guha Thakurta）所著500页新书《“阵风”交易：飞行的谎言？总理莫迪在印度最大国防丑闻中的角色》，该书对案件提出新的质疑。

### 请求更正判决
2018年12月15日，印度国防部在记者会上指出最高法院可能误解了政府关于“阵风”交易的陈述，并正式申请更正判决内容。国防部解释称，判决书对密封提交的政府说明文件中“若干句子的时态理解存在偏差”，导致引发公众争议。政府提交的8页更正申请特别强调：审计总署报告尚未完成提交，公共账目委员会也未曾审议该报告。国防部澄清，密封文件中提及的仅是审计总署报告的标准处理流程，并非特指“阵风”交易的审计报告。经核实，判决书中关于CAG报告的四项程序性描述有三项与事实不符。由于最高法院正值冬季休庭，截至当时尚未对该申请作出回应。
12月16日，国大党向最高法院提出异议，要求法院不应受理政府提出的判决更正申请。国大党同时要求撤销“自相矛盾”的“阵风”案判决，并指控政府“向最高法院提供虚假信息构成伪证罪和藐视法庭罪”，要求对政府发出通知。公共账目委员会(PAC)主席马利卡琼·哈尔吉与国大党共同声明：“审计总署报告的任何部分都未提交议会或向公众公开”。

### 印度最高法院最终判决
2019年11月14日，印度最高法院驳回所有要求复审“阵风”战机采购案判决的请愿，维持2018年12月14日的原判，裁定该交易中未发现任何程序违规或贪腐行为。  